# Dere viridipennis
Dere viridipennis là một loài bọ cánh cứng trong họ Cerambycidae.